# Filippo Beltrami
Filippo Maria Beltrami (Cireggio, 14 luglio 1908 – Megolo, 13 febbraio 1944) è stato un partigiano e antifascista italiano, M.O.V.M. alla memoria.

## Biografia

### La formazione
Nato a Cireggio (oggi in comune di Omegna), durante la formazione liceale, fece amicizia con due esponenti dell'ambiente filosofico contemporaneo: Eugenio Colorni e Piero Martinetti. Il primo, filosofo socialista, fu tra i fondatori del Movimento Federalista Europeo, mentre il secondo fu un filosofo d'indirizzo neokantiano. I due, probabilmente influenzarono il suo pensiero e furono fondamentali per la sua maturazione. Dal 1932, dopo la laurea in architettura, Beltrami si affermò professionalmente nel capoluogo lombardo seguendo le orme del prozio paterno, l'architetto Luca Beltrami, e nel 1936, dopo nemmeno tre mesi di fidanzamento, sposò Giuliana Gadola, da cui ebbe tre figli: Luca, Giovanna e Michele. Giuliana, figlia di un noto costruttore milanese, fu anch'essa impegnata nella resistenza e successivamente nell'ANPI milanese fino al 2005. I coniugi Beltrami appartenevano alla buona borghesia lombarda di tradizioni progressiste.

### La guerra
Durante il periodo di guerra, Beltrami mostrò la propria riluttanza per il servizio militare, svolto come artigliere a cavallo a Lucca e Piacenza, periodo di particolare sofferenza, tanto che all'atto del richiamo, durante la guerra, cercò in ogni modo di rimanere di stanza a Milano, colpita duramente dai bombardamenti angloamericani. La vista continua delle sofferenze della popolazione, però, lo convinse della necessità dell'impegno personale e della catastrofe imminente. Nel 1943, durante i quaranta giorni del periodo badogliano, Beltrami fu promosso a capitano del 27º Artiglieria di Baggio del Regio Esercito.

### La Resistenza
Dopo l'armistizio dell'8 settembre 1943 Beltrami si trasferì, con moglie e figli, da Milano a Cireggio, in una villa di famiglia. Noto nella zona per le sue idee antifasciste, l'architetto fu ben presto avvicinato da alcuni giovani comunisti e riuscì in breve tempo a prendere il comando di un gruppo di militari sfuggiti ai tedeschi, costituendo una formazione partigiana, nella zona di Quarna e in Valle Strona; già a dicembre il gruppo conta circa 200 partigiani. Dopo gli scontri di fine gennaio 1944, la banda è molto provata. Attaccati con insistenza dai nazifascisti, Beltrami e una parte dei suoi, abbandonata la Valle Strona, si schierano intorno a Megolo (frazione di Pieve Vergonte), nell'Ossola. Beltrami respinge in un colloquio con un ufficiale del comando tedesco di Meina la profferta di un salvacondotto in cambio dell'abbandono della lotta. Il 13 febbraio il nemico attacca e i partigiani soccombono infine al numero degli avversari, esaurite tutte le munizioni. Assieme a Beltrami muoiono altri 12 partigiani, tra i quali Gianni Citterio, Antonio Di Dio e Gaspare Pajetta.
Il capitano Beltrami è un esempio dei combattenti dei primi mesi della resistenza: ha voluto sperimentare una nuova forma di guerra, la guerriglia condotta tra i muri di casa senza esclusione di colpi, e riuscì a diventare un leader popolare ben al di là dei gradi di ex ufficiale dell'esercito nazionale che si era disgregato. Dopo la sua morte in suo onore gli viene intitolata la Brigata Alpina "Beltrami" della Divisione Valtoce, comandata da Bruno Rutto, ufficiale alpino del 3º Reggimento Alpini. 
A Novara gli viene intitolata una via, mentre a Omegna la scuola media.

## Beltrami nella cultura di massa
La figura di Beltrami è al centro del film Giuliana e il capitano (2011, regia di Vanni Vallino), ispirato al libro di Giuliana Gadola Beltrami Il capitano, pubblicato nel 1946, nonché del documentario Non c'è tenente né capitano (1994), realizzato da Paolo Gobetti e Claudio Cormio, con testimonianze di Giuliana Gadola Beltrami.